# Bombus confusus
Bombus confusus là một loài ong trong họ Apidae. Loài này được Schenck miêu tả khoa học đầu tiên năm 1859.